# Geografia Gwinei Równikowej

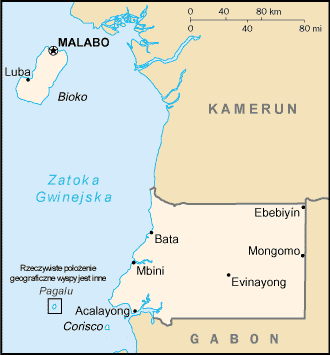
Mapa Gwinei Równikowej

Geografia Gwinei Równikowej – dziedzina nauki zajmująca się badaniem Gwinei Równikowej pod względem geograficznym.
Gwinea Równikowa jest państwem położonym w Afryce Zachodniej nad Zatoką Gwinejską, na północ od równika, pomiędzy Kamerunem a Gabonem. Zalicza się do najmniejszych państw Afryki. Składa się z części lądowej (kontynentalnej) zwanej Mbini oraz wyspiarskiej, obejmującej wyspy Bioko, Annobón i kilka małych wysp przybrzeżnych. Dawna kolonia hiszpańska, uzyskała niepodległość 12 października 1968 roku.    

## Powierzchnia i granice
Gwinea Równikowa to dawna kolonia hiszpańska, która uzyskała niepodległość 12 października 1968 roku. Jest państwem położonym w Afryce Zachodniej nad Zatoką Gwinejską, na północ od równika, pomiędzy Kamerunem a Gabonem. Składa się z części lądowej (kontynentalnej) zwanej Mbini (Rio Muni) oraz części wyspiarskiej obejmującej m.in. pięć zamieszkałych wysp: Bioko (daw. Fernando Po) i Annobón oraz małe wyspy przybrzeżne Corisco, Elobey Grande i Elobey Chico. 
Jego całkowita powierzchnia całkowita wynosi 28 051 km², co czyni Gwineę Równikową jednym z najmniejszych państw Afryki. Wyspy Bioko i Annobón zajmują 2034 km², a część kontynentalna – 26 017 km². Linia brzegowa części kontynentalnej ma długość 265 km. 
Skrajne punkty kraju (pomijając wyspy) to: południowy 0°55'N, północny 2°20'N, zachodni 9°20'E, wschodni 11°20'E. 
Gwinea Równikowa kształtem przypominająca prostokąt graniczy:
- od południa i wschodu z Gabonem – 345 km
- od północy z Kamerunem – 183 km

Od zachodu wody terytorialne dzieli z Wyspami Świętego Tomasza i Książęcą. Wyspy leżą około 230 km na zachód od Gwinei Równikowej.

## Budowa geologiczna i rzeźba

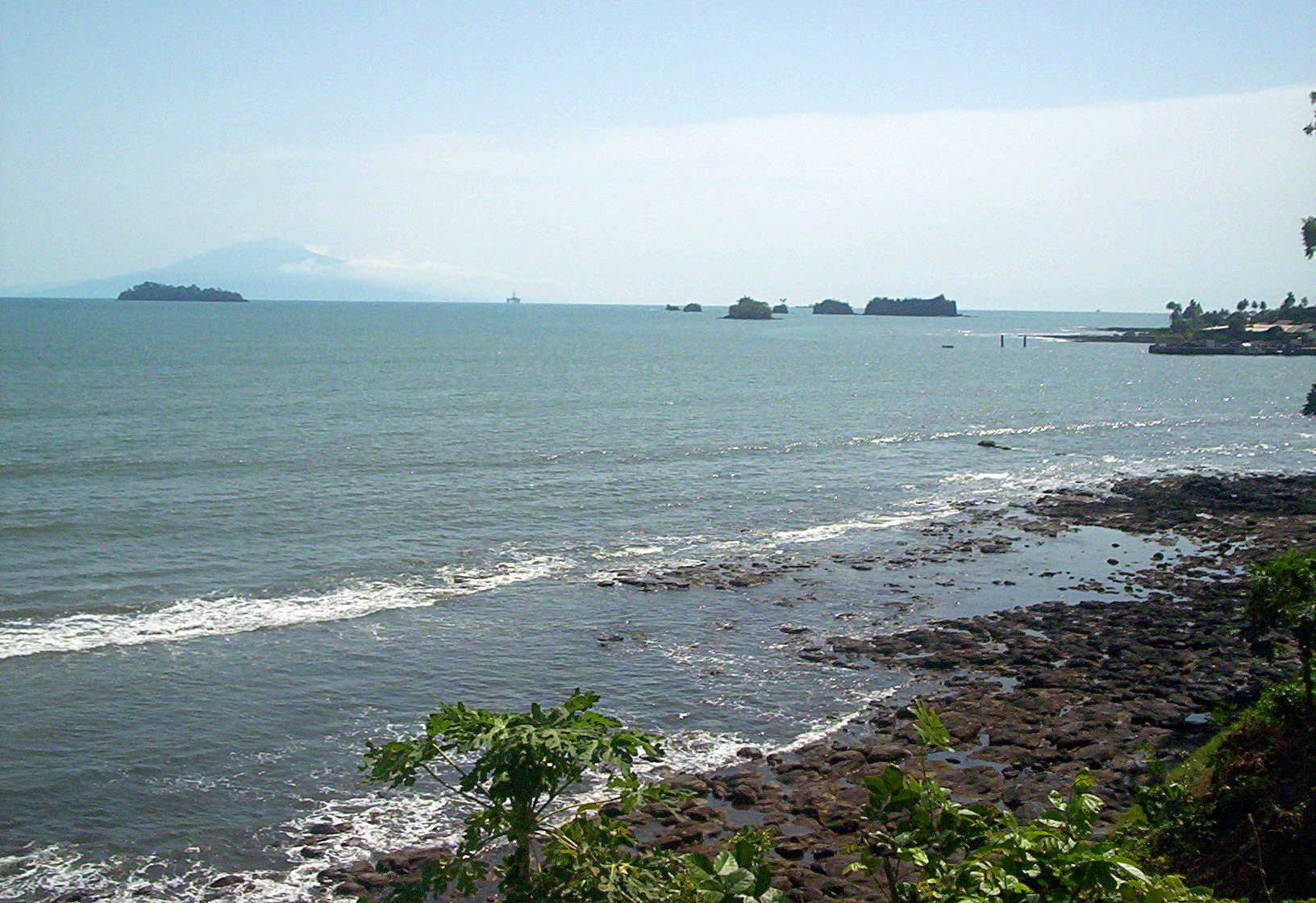
Widok na leżącą w oddali wyspę Bioko z górującym wulkanem Santa Isabel

Obszar kontynentalny Gwinei Równikowej składa się w dwóch części – terenu nizinnego w nadbrzeżnym pasie o szerokości ok. 20 km i terenu wyżynno-górzystego zajmującego całą resztę obszaru.
Tereny nizinne zbudowane są ze skał osadowych, a linia brzegowa Gwinei jest mało urozmaicona. Wybrzeże kraju jest płaskie i wielu miejscach bagniste, we wnętrzu wyżyna (wys. 600–900 m) z pojedynczymi szczytami pochodzenia wulkanicznego (Monte Mitra, 1200 m)
Obszary wyżynne, tworzące w większości płaskowyż (średnia wysokość 500 m n.p.m. ), zwieńczone są na wschodzie Górami Krystalicznymi. Najwyższy szczyt płaskowyżu na terenie Gwinei Równikowej to Mount Fijelvingue (1500 m n.p.m.). Same tereny wyżynne mają średnio do 400 do 600 m n.p.m., tereny gór zaś od 500 do 800 m n.p.m. Góry zbudowane są granitów i gnejsów. Cały obszar państwa spoczywa na tarczy krystalicznej, a skały pochodzą z ery prekambryjskiej.
Wyspa Bioko, leżąca ok. 160 km na północny zachód od kontynentalnej Gwinei Równikowej, spoczywa na szelfie kontynentalnym. Tworzą ją trzy połączone wulkany tarczowe. W części północnej wznosi się wierzchołek aktywnego, podmorskiego wulkanu – Santa Isabel o wysokości 3008 m n.p.m., który jest najwyższym szczytem kraju. Wulkan ten po raz ostatni wybuchł w 1923 roku. Południową część wyspy tworzą wulkany San Joaquin (2009 m n.p.m.) i San Carlos (2260 m n.p.m.). Wyspa cechuje się surowymi i nieprzystępnymi wybrzeżami o licznych klifach, mających po kilkadziesiąt metrów wysokości. Na nielicznych odcinkach płaskiego wybrzeża rosną lasy mangrowe. Cała wyspa leży na tektonicznym pęknięciu. Na wyspie leży stolica kraju – Malabo.
Wyspa Annobón, leżąca ok. 640 km na południowy zachód od Bioko, jest o wiele mniejszą wyspą, o powierzchni mniejszej niż 18 km². To także jest wyspa wulkaniczna, której najwyższy stożek Pico Quioveo ma jedynie 598 m n.p.m.
Na terenie Gwinei Równikowej występują m.in. złoża ropy, gazu, boksytów, złota, diamentów, tantalu.

## Klimat
Z racji położenia geograficznego, Gwinea zalicza się do obszarów o klimacie równikowym z jego wybitnie wilgotną odmianą. Państwo to cechuje się bardzo dużymi opadami. Średnia dla kraju to 2000 mm rocznie. Na wybrzeżu opady wahają się od 1500 do 4500 mm. Południowe wybrzeże Bioko otrzymuje ok. 10 450 mm rocznie, co czyni je najbardziej wilgotnym obszarem Afryki i jednym z najbardziej wilgotnych na świecie. We wschodniej części kraju, opady są nieco niższe, ale przekraczają 1000 mm rocznie.
Typowo równikowe temperatury mają bardzo niskie amplitudy. Przyczyną tego jest wpływ oceanu. Średnia roczna dla kraju to ok. 26 °C. Na wybrzeżu jest nieco chłodniej, średnio o 1 do 2 °C. To samo dotyczy wyspy Bioko, gdzie temperatury wynoszą średnio około 24 °C. W centrum wyspy za racji wysokiego stożka wulkanicznego, występują piętra klimatyczne.

## Wody
Duże opady i wilgotny klimat sprawiają, że Gwinea Równikowa posiada rozbudowaną sieć rzeczą i jest zasobna w wodę. Obszary górskie w wielu miejscach rozcięte są dolinami rzek. Do największych należą Río Benito i Río Utamboni. Większość rzek jest krótka, licznie występują wodospady. Wszystkie rzeki należą do zlewiska Oceanu Atlantyckiego.

## Gleby
Do głównych gleb należą czerwonożółte luwisole, charakterystyczne dla lasów deszczowych. Doliny rzek pokryte są glebami aluwialnymi. Natomiast wyspy są w głównej mierze zdominowane przez bardzo żyzne andosole – gleby pochodzenia wulkanicznego. Wybrzeża zarówno Gwinei kontynentalnej, jak i miejscami na wyspach, są pokryte glejsolami – glebami bagiennymi.

## Flora
Gwinea Równikowa charakteryzuje się dużą bioróżnorodnością. Występuje tu ponad 3250 gatunków, w tym 66 gatunków endemicznych i 23 zagrożonych. Flora Gwinei Równikowej nie jest jeszcze dobrze poznana i do dziś odkrywane są tu nowe gatunki.    
Pierwotnie cała Gwinea Równikowa była usłana wiecznie zielonymi lasami tropikalnymi. Dziś w wyniku rabunkowej gospodarki człowieka 57.5% to obszary leśne (dane szacunkowa na 2011 rok). Dodatkowo część z nich to lasy wtórne, które mają o wiele mniej bogatą szatę gatunkową. Do najbardziej znanych gatunków drzew należą okume i mahoń. W sumie w kraju występuje ponad 140 gatunków drzew. 
Obszary nadmorskie są porośnięte bagiennymi lasami namorzynowymi. Wyspy Bioko i Annobón mają podobną szatę roślinną, z dużą liczbą gatunków endemicznych. Na Bioko występuje 1105 gatunków w tym 12% endemitów a na Annobón – 20 gatunków endemicznych. W regionie Santa Isabel rośnie Solanecio lainzii z rodziny astrowatych – jest to jedyne miejsce jej występowania na świecie. 

### Endemity
Wśród gatunków endemicznych Gwinei Równikowej wyróżniają się:
- Acalypha annobonae – gatunek z rodzaju pokrzywiec występujący wyłącznie na wyspie Annobón
- Afroligusticum townsendii – gatunek zagrożony z rodzaju Afroligusticum
- Asplenium annobonense – gatunek z rodzaju zanokcica
- Asplenium carvalhoanum – gatunek z rodzaju zanokcica
- Begonia aequatoguineensis – gatunek z rodzaju begonia występujący wyłącznie w Parku Narodowym Monte Alén
- Bertiera annobonensis – gatunek z rodzaju Bertiera występujący wyłącznie na wyspie Annobón
- Chonopetalum stenodictyum
- Crossandrella cristalensis
- Cyathula fernando-poensis
- Discoclaoxylon pubescens
- Ficus annobonensis
- Genyorchis saccata
- Isoetes spinulospora
- Macropodiella uoroensis
- Polystachya engongensis
- Polystachya retoculata
- Polystachya riomuniensis
- Renealmia mannii
- Schoenoplectus heptangularis
- Viscum grandicaule

## Fauna
Na terenie Gwinei Równikowej występuje ponad 194 gatunków ssaków (w tym 21 gatunków małp), 418 ptaków i 91 gadów.  
W lasach górskich występuje wiele gatunków małp, m.in. goryle i szympanse. Na wyspie Bioko żyją dwa endemiczne gatunki małp: galagosek zatokowy i Procolobus pennantii pennantii. W części kontynentalnej Gwinei żyje niewielka populacja goryli nizinnych.
Rejony bagienne, gdzie rosną lasy namorzynowe, są zamieszkiwane przez krokodyle i wiele gatunków krabów, jaszczurek i węży. Z racji wilgotnego klimatu powszechne są komary i moskity, roznoszące choroby zakaźne, m.in. z rodzaju Anopheles roznoszące malarię. Występują tu również muchy tse-tse. 
W wodach oceanu wokół wyspy Annobón jesienią spotkać można humbaki. W wodach przybrzeżnych Gwinei Równikowej występują garbogrzbiet atlantycki, delfinek nadobny, delfiniak malajski i fereza mała. W estuarium Río Benito żyje manat afrykański.